# Stomias danae
Stomias danae és una espècie de peix de la família dels estòmids i de l'ordre dels estomiformes.

## Hàbitat
És un peix marí i d'aigües profundes que viu entre 100-2.671 m de fondària.

## Distribució geogràfica
Es troba al Pacífic.